# Зулалов, Гамбар Абдул оглы
Гамбар Абдул оглу Зулалов (азерб. Qəmbər Əbdül oğlu Zülalov; 1895, Шуша, Елизаветпольская губерния — 1976, Баку) — азербайджанский певец-ханенде и актёр, заслуженный артист Азербайджанской ССР (1958).

## Жизнь и творчество
Гамбар Зулалов родился в 1895 году в городе Шуша, Шушинский уезд. После смерти отца в 1898 году Гамбара и его старшего брата Али берет на попечение его дядя Абдулбаги Зулалов (Бюльбюльджан). Несколько лет они жили в Ашхабаде, Туркменистан, рядом со своим дядей. Гамбар Зулалов начал карьеру певца в 1917 году в Шуше. У него был милый приятный голос, мягкий и средний тембр.
Гамбар Зулалов приехал в Баку в 1919 году после того, как некоторое время пел в Шуше, а также исполнял оперные партии в некоторых любительских спектаклях.
В 1926-1975 годах Гамбар был солистом Азербайджанского Оперного театра. Здесь он исполнил партии отца Меджнуна, Паши, Надира в операх Узеира Гаджибекова «Лейли и Меджнун», «Асли и Керем», «Кёроглы».
26 апреля 1958 года за заслуги перед развитием оперного искусства ему было присвоено почётное звание Заслуженного артиста Азербайджанской ССР.